# San-Lorenzo
San-Lorenzo är en kommun i departementet Haute-Corse på ön Korsika i Frankrike. Kommunen ligger i kantonen Bustanico som tillhör arrondissementet Corte. År 2022 hade San-Lorenzo 139 invånare.

## Befolkningsutveckling
Antalet invånare i kommunen San-Lorenzo
Referens:INSEE